# Nathaniel Moran
Nathaniel Quentin Moran (Whitehouse, 23 settembre 1974) è un politico statunitense, membro della Camera dei rappresentanti per lo stato del Texas dal 2023.

## Biografia
Moran nasce a Whitehouse, nel Texas. Suo padre, Dale Moran, ha servito come sindaco della città.
Ha frequentato la United States Military Academy per due anni prima di abbandonarla e iscriversi alla Texas Tech University, dove consegue un Bachelor of Arts in lingua russa, un Master of Business Administration e un dottorato di giurisprudenza.
Repubblicano, nel 2005 ha presentato la sua candidatura per il 5º distretto del consiglio comunale di Tyler, riuscendo ad essere eletto. Nel 2007 venne riconfermato con un netto vantaggio sull'avversario. Ha prestato servizio fino al 2009, anno in cui si dimise quando la sua famiglia si trasferì a Houston affinché suo figlio frequentasse una scuola speciale in seguito alla perdita dell'udito.
Nel 2022 viene eletto nel 1º distretto del Texas per la Camera dei rappresentanti, entrando in carica l'anno successivo.